# Ian Borrows
Ian Borrows (Paddington, 26 novembre 1989) è un canoista australiano.

## Palmarès
- Campionati oceaniani di canoa slalom

Auckland 2020: bronzo nel C1.